# Lady Frere
Lady Frere è un centro abitato del Sudafrica, situato nella provincia del Capo Orientale.